# 魚虱科
海蝨是橈腳類下的魚虱科生物。其下共有36個屬，當中最著名的瘡痂魚虱屬及魚虱屬就分別約有42和300個物種。它們是水生的 體外寄生蟲，吃寄主的黏液、表皮組織及血液。其下的瘡痂魚虱屬及魚虱屬會寄生在海魚身上，尤其對飼養的鮭魚造成很大的問題。

## 多樣性
就海蝨的認識主要是來自對飼養鮭魚的感染。不過，就其生物學及與寄主間的關係所知甚少。
很多海蝨都有特有的寄主，例如鮭瘡痂魚虱就特別喜歡寄生在鮭魚當中，尤其是飼養的大西洋鮭。鮭瘡痂魚虱也可以寄生在其他鮭魚，但程度各有不同。太平洋的鮭魚，如銀大麻哈魚、大麻哈魚及駝背大馬哈魚等對於鮭瘡痂魚虱會產生強烈的組織反應，在感染的首週就會將之排出。太平洋的鮭瘡痂魚虱也可以發展到寄生到三刺魚，不過大西洋的則沒有出現這種情況。
海蝨在浮游階段如何擴散及尋找寄主仍然是迷。溫度、光線及水流都是主因，其生存倚賴25‰以上的鹽度。有指鮭瘡痂魚虱會向著光源向上遷徙，正好會遇到向下游的鮭魚魚秧。在潮間帶浮游階段的海蝨可以被送到幾十公里以外的地方。
海蝨會從溯河的魚類身體上掉下及死去，例如回到淡水河流中繁殖的鮭魚。不過這些鮭魚回到海中重新受感染的原因則不明。有指海蝨可能是在河口生活的魚類身體上存活下來，或是轉往其他的寄主。至於海蝨如何在野外魚類之間傳播也不詳。成年的瘡痂魚虱屬在實驗室環境下可以在不同魚種間傳播，但並不頻繁；而魚虱屬則隨時可以傳播。

## 形態
鮭瘡痂魚虱的大小較魚虱屬大一倍。它們的身體有4個部份，包括頭胸部、第四足體節、生殖部份及腹部。頭胸部是一塊闊板，當中包含了頭三足的體節，可以像吸盤般將它們吸在寄主魚類的身體上。所有的海蝨都有像吸管的口器。第二觸角及口附肢都進化到可以幫助將它們找著寄主。雄蝨也會用第二觸角來找住雌性進行交配。成年雌性比雄性大，生殖部份也非常大。鮭瘡痂魚虱會生兩串共500-1000顆卵，成熟後卵會變深色。一隻雌蝨一生可以產6-11對卵串，估計壽命只有7個月。

## 生命周期
海蝨有浮游及寄生的階段。所有階段之間都會脫殼。其中鮭瘡痂魚虱只要17-72日就可以由卵成長到成年。
海蝨的卵會孵化出第一期無節幼體，繼而脫殼成長至第二期無節幼體。兩期的無節幼體階段都不會進食，只靠卵黃供應能量，而且懂得游泳。到了成年階段就會尋找寄主。水流、鹽度、光線等都可以幫助它們尋找寄主。海蝨多會寄生在魚類身體受水流影響較少的地方，特別是鰭及其他受保護的地方。當幼體附在寄主身上後，就會覓食一段時間脫殼成第一期的附著幼體。海蝨會繼續發育成另外的3期附著幼體。所有四個附著幼體階段都有一個前部絲體的結構，用來附著在寄主身上。不同的海蝨有不同的繁殖時間及方法。亞成體及成體可以在魚類的身體上移動，有時甚至可以在寄主之間轉移。雌性成體的身體較大，也較為扁平。

## 食性
無節幼體及幼體期都是不會進食的。當附在寄主身上時，它們就會發育到附著幼體階段。附著幼體都有胃腸道，且會吃寄主的黏液及組織。亞成體及成體都是主動覓食者，有時甚至會吸食寄主的血液。鮭瘡痂魚虱會分泌大量胰蛋白酶到寄主的黏液，幫助覓食及消化。其他的物質包括前列腺素E2，可以幫助覓食及避開寄主的免疫反應。海蝨是否疾病媒介則不明，但它們肯定帶有細菌及病毒。

## 疾病

### 病理學

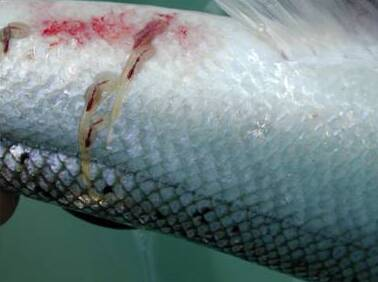
在大西洋鮭上的雌性鮭瘡痂魚虱。

海蝨會在附著的位置對寄主造成物質及酶促的破壞。它們在吃食的時候會造成像割開的傷口，嚴重程度會受到幾個因素所影響，如寄主物種、年齡及健康。海蝨感染會對寄主魚造成慢性壓力，包括破壞其表皮出現失血、電解質的改變及釋放皮質醇。這樣會降低寄主魚的免疫反應，令它們易於染病。
不同海蝨的物種、發育階段及數量也會造成不同程度的破壞。大西洋鮭的組織似乎對海蝨沒有任何反應。相反，銀大麻哈魚及駝背大馬哈魚對於鮭瘡痂魚虱則有強烈的反應，包括表皮增生及炎症。在感染後的第一周就會排斥海蝨。鮭瘡痂魚虱可以令飼養的大西洋鮭及野生的紅大馬哈魚出現深深的損傷，尤其是在頭部，嚴重的程度可以見到頭顱骨。

### 飼養與野生魚類的關係
有指受到海蝨感染的飼養鮭魚會將病傳播到周邊野生的幼魚，令它們的數量大減。海蝨，尤其是鮭瘡痂魚虱及多種魚虱屬都會令飼養及野生的鮭魚致命。海蝨會遷徙及附在野生鮭魚的皮膚上達幾日之久。大量受感染的鮭魚可以令海蝨的濃度攀升，游經此地的野生幼鮭魚就會受到感染及死亡。在加拿大的太平洋海岸，差不多有80%的駝背大馬哈魚死於海蝨的感染。
褐鱒的數量因感染海蝨已於近年出現大幅下降。
多項研究都指飼養鮭魚會積聚海蝨，並會破壞周邊的野生鮭魚群落。其他研究卻指飼養鮭魚所感染的海蝨，並不會對野生群落造成影響。

## 下属分类
鱼虱科包括以下属：
- Abasia Wilson C.B., 1908
- Alanlewisia Boxshall, 2008
- Alebion Krøyer, 1863
- Anchicaligus Stebbing, 1900
- Anuretes Heller, 1865
- Arrama Dojiri & Cressey, 1991
- Avitocaligus Boxshall & Justine, 2005
- Belizia Cressey, 1990
- Caligodes Heller, 1865
- 魚虱屬 Caligus Müller O.F., 1785
- Calina Beneden, 1892
- Calistes Dana, 1852
- Caritus Cressey, 1967
- Dartevellia Brian, 1939
- Dartevillea
- Dysgamus Steenstrup & Lütken, 1861
- Echetus Krøyer, 1863
- Euryphorus Milne Edwards H., 1840
- Globiopotes
- Gloiopotes Steenstrup & Lütken, 1861
  - Gloiopotes americanus Cressey, 1967
  - Gloiopotes huttoni (Thomson G.M., 1890)
  - Gloiopotes hygomianus Steenstrup & Lütken, 1861
  - Gloiopotes indicus Kumar, 1990
  - Gloiopotes ornatus Wilson C.B., 1905
  - Gloiopotes vulpinensis Kumar, 1990
  - Gloiopotes watsoni Kirtisinghe, 1934
- Hermilius Heller, 1865
  - Hermilius alatus Hameed, 1987
  - Hermilius ariodi Prabha & Pillai, 1986
  - Hermilius longicaudus Ho & Kim I.H., 2000
  - Hermilius longicornis Bassett-Smith, 1898
  - Hermilius pseudari Hameed, 1987
  - Hermilius pyriventris Heller, 1865
  - Hermilius tachysuri Pillai & Natarajan, 1977
  - Hermilius youngi Kabata, 1964[34]
- Kabataella Prabha & Pillai, 1984
- Lepeophtheirus von Nordmann, 1832
- 瘡痂魚虱屬 Lepeoptheirus Nordman, 1832
- Mappates Rangnekar, 1958
  - Mappates alter Kabata, 1964[35]
  - Mappates plataxus Rangnekar, 1958
- Markevichus Özdikmen, 2008
- Metacaligus Thomsen, 1949
- Paralebion Wilson C.B., 1911
- 拟瓣鱼虱属 Parapetalus Steenstrup & Lütken, 1861
- Parechetus Pillai, 1962
- Pseudanuretes Yamaguti, 1936
- Pseudechetus Prabha & Pillai, 1979
- 偽魚虱屬 Pseudocaligus Scott A., 1901，为Caligus Müller O.F., 1785的异名
- Pseudolepeophtheirus Markevich, 1940
- Pupulina Beneden, 1892
- 长腹鱼虱属 Sciaenophilus Beneden, 1852，为Caligus Müller O.F., 1785的异名
- Sinocaligulus
- Sinocaligus
- 四突鱼虱属 Synestius Steenstrup & Lütken, 1861
- Tuxophorus Wilson C.B., 1908

## 外部連結
- Watershed Watch Salmon Society （页面存档备份，存于） British Columbia advocacy group for wild salmon.
- Wild Salmon in Trouble: The Link Between Farmed Salmon, Sea Lice and Wild Salmon （页面存档备份，存于） - Watershed Watch Salmon Society. Animated short film based on peer-reviewed scientific research.
- Aquacultural Revolution: The scientific case for changing salmon farming （页面存档备份，存于） - Watershed Watch Salmon Society. Short video documentary by filmmakers Damien Gillis and Stan Proboszcz. Prominent scientists and First Nation representatives speak their minds about the salmon farming industry and the effect of sea lice infestations on wild salmon populations.
- Sea Lice - Coastal Alliance for Aquaculture Reform. Overview of farmed to wild salmon interactive effects of sea lice.
- Salmon Farming Problems - Coastal Alliance for Aquaculture Reform. Overview of environmental impacts of salmon farming.
- Fish farms drive wild salmon populations toward extinction Biology News Net. December 13, 2007.
- Ecological Genetics of Parasitic Sea Lice University of St Andrews Marine Ecology Research Group.